# فرانكو فودا
فرانكو فودا (بالألمانية: Franco Foda)‏ (23 أبريل 1966 بماينتس في ألمانيا - ) هو مدرب كرة قدم ولاعب كرة قدم ألماني في مركز الدفاع. شارك مع منتخب ألمانيا تحت 21 سنة لكرة القدم ومنتخب ألمانيا لكرة القدم. أما مع النوادي، فقد لعب مع أرمينيا بيليفيلد وباير 04 ليفركوزن وشتورم غراتس ونادي بازل ونادي ساربروكن ونادي شتوتغارت ونادي كايزرسلاوترن.

## مسيرته الكروية
لعب فرانكو فودا خلال مسيرته الاحترافية مع 7 أندية في عشرون موسمًا وسجل خلالها 28 هدفًا ضمن 478 مباراة. حيث فاز في أربعة مواسم بالكأس وفي موسمين بالدوري.
خاض فرانكو فودا مسيرته مع نادي كايزرسلاوترن في موسم 1983–84 في المرة الأولى لمدة موسم واحد ثم في موسم 1987–88 واستمر معه طيلة ثلاثة مواسم، مشاركًا طوالها في 90 مباراة سجل خلالها 6 أهداف. ثم انتقل إلى نادي أرمينيا بيليفيلد في موسم 1984–85 ولمدة موسمين، حيث شارك في 43 مباراة سجل خلالها 8 أهداف. لينتقل بعدها إلى سار 05 ساربروكن ‏ في موسم 1985–86 ولمدة موسمين، مشاركًا في 51 مباراة سجل خلالها 3 أهداف. ثم انتقل إلى نادي باير 04 ليفركوزن في موسم 1990–91 ليلعب معه أربعة مواسم، مشاركًا في 113 مباراة سجل خلالها 10 أهداف. هذا وانتقل لاحقًا إلى نادي شتوتغارت في موسم 1994–95 واستمر معه طيلة ثلاثة مواسم، مشاركًا في 69 مباراة ولم يسجل أي هدف. ثم انتقل بعدها إلى نادي بازل في موسم 1996–97 لمدة موسم واحد، مشاركًا في 13 مباراة ولم يسجل أي هدف أيضًا. ليعود وينتقل من جديد، لكن هذه المرة إلى نادي شتورم غراتس في موسم 1997–98 ليلعب معه أربعة مواسم، مشاركًا في 99 مباراة سجل خلالها هدفًا واحدًا.

## وصلات خارجية
- فرانكو فودا على موقع الاتحاد الأوربي (الإنجليزية)
- فرانكو فودا على موقع قاعدة بيانات كرة القدم.إي يو (الإنجليزية)
- فرانكو فودا على موقع بيانات كرة القدم. دي إي (الألمانية)
- فرانكو فودا على موقع ناشيونال فوتبول تيمز (الإنجليزية)
- فرانكو فودا على موقع Soccerway.com (الإنجليزية)
- فرانكو فودا على موقع عالم كرة القدم.نت (الإنجليزية)